# Шимон Стадницький
Шимон Стадницький із герба Дружина (нар. невідомо — до 9 жовтня 1775 р.) — конфедерат барський з Сандомирського воєводства, консулар воєводства сандомирського у Радомській конфедерації 1767 року. Член Сейму Репніновського від воєводства Сандомирського .
Він був сином Юзефа Антонія Стадницького, підпорядкованого буського, каштеляна любацовського і Зофії Макієцької. Брат грабового прапора Яна Юзефа Стадницького та ректора Колегіуму Нобіліум у Варшаві Міхала Яна. 12 вересня 1744 року він одружився з Антоніною з Дунін Весовічів з Лабеди.
У нього було шість дітей:
- Францішка,
- Станіслав — прапорщик пізеньський
- Ян Непомуцен — мисливець опочинський
- Антоній — староста заторський
- Текла (вона вийшла заміж за Теодора Дзержека),
- Уршула (вона померла дівчиною). Спадкоємиця маєтку Високий та інших.

У додатку до повідомлення від 2 жовтня 1767 року президента Колегії закордонних справ Російської імперії Микити Паніна російський посол Микола Рєпнін назвав його послом, відповідальним за реалізацію російських планів на сеймі репніновського 1767 року .
Спадкоємиць Високого, придане дружини складало Потворув та Рдзув, а після бездітної смерті її сестри Барбари також і Вір та Мокшець.